# NBA All-Star Weekend 1985
L'NBA All-Star Weekend 1985, svoltosi a Indianapolis, vide la vittoria finale della Western Conference sulla Eastern Conference per 140 a 129.
Ralph Sampson, degli Houston Rockets, fu nominato MVP della partita. Dominique Wilkins, degli Atlanta Hawks, si aggiudicò l'NBA Slam Dunk Contest.
Per la prima volta nella storia dell'All-Star Game prese parte alla partita un giocatore non statunitense: il nigeriano Hakeem Olajuwon.

## Sabato

### Legend Classic
| 9 febbraio 1985 | Est | 63 – 43 | Ovest |  |

### Slam Dunk Contest
| Giocatore                    | Primo turno    | Semifinali     | Finale         |
| ---------------------------- | -------------- | -------------- | -------------- |
| Dominique Wilkins (Atlanta)  | 145 (47+49+49) | 140 (48+45+47) | 147 (47+50+50) |
| Michael Jordan (Chicago)     | 130 (44+42+42) | 142 (45+47+50) | 136 (43+44+49) |
| Terence Stansbury (Indiana)  | 130 (46+50+34) | 136 (49+48+39) |                |
| Julius Erving (Philadelphia) | di diritto*    | 132 (43+44+45) |                |
| Larry Nance (Phoenix)        | di diritto*    | 131 (42+47+42) |                |
| Darrell Griffith (Utah)      | 126 (38+42+46) |                |                |
| Orlando Woolridge (Chicago)  | 124 (40+43+41) |                |                |
| Clyde Drexler (Portland)     | 122 (39+39+44) |                |                |

*Julius Erving e Larry Nance furono ammessi di diritto alle semifinali, in quanto finalisti dell'edizione dell'anno precedente

## Domenica

### All-Star Game - Squadre

#### Western Conference
| Western Conference  |                      |     |     |     |     |     |     |     |     |
| Giocatore           | Squadra              | MIN | FGM | FGA | FTM | FTA | RIM | AST | PT  |
| Adrian Dantley      | Utah Jazz            | 23  | 2   | 6   | 6   | 6   | 2   | 1   | 10  |
| Ralph Sampson       | Houston Rockets      | 29  | 10  | 15  | 4   | 6   | 10  | 1   | 24  |
| Kareem Abdul-Jabbar | Los Angeles Lakers   | 23  | 5   | 10  | 1   | 2   | 6   | 1   | 11  |
| Magic Johnson       | Los Angeles Lakers   | 31  | 7   | 14  | 7   | 8   | 5   | 15  | 21  |
| George Gervin       | San Antonio Spurs    | 25  | 10  | 12  | 3   | 4   | 3   | 1   | 23  |
| Alex English        | Denver Nuggets       | 14  | 0   | 3   | 0   | 0   | 2   | 1   | 0   |
| Norm Nixon          | Los Angeles Clippers | 19  | 5   | 7   | 1   | 2   | 2   | 8   | 11  |
| Larry Nance         | Phoenix Suns         | 15  | 7   | 8   | 2   | 2   | 5   | 0   | 16  |
| Rolando Blackman    | Dallas Mavericks     | 23  | 7   | 14  | 1   | 2   | 3   | 2   | 15  |
| Jack Sikma          | Seattle SuperSonics  | 12  | 0   | 2   | 0   | 0   | 2   | 0   | 0   |
| Calvin Natt         | Denver Nuggets       | 11  | 1   | 3   | 1   | 2   | 3   | 1   | 3   |
| Hakeem Olajuwon     | Houston Rockets      | 15  | 2   | 2   | 2   | 6   | 5   | 1   | 6   |
| Totale              |                      | 240 | 56  | 96  | 28  | 40  | 48  | 32  | 140 |
| All. Pat Riley      | Los Angeles Lakers   |     |     |     |     |     |     |     |     |

MIN: minuti. FGM: tiri dal campo riusciti. FGA: tiri dal campo tentati. FTM: tiri liberi riusciti. FTA: tiri liberi tentati. RIM: rimbalzi. AST: assist. PT: punti

#### Eastern Conference
| Eastern Conference     |                    |     |     |     |     |     |     |     |     |
| Giocatore              | Squadra            | MIN | FGM | FGA | FTM | FTA | RIM | AST | PT  |
| Julius Erving          | Philadelphia 76ers | 23  | 5   | 15  | 2   | 2   | 4   | 3   | 12  |
| Larry Bird             | Boston Celtics     | 31  | 8   | 16  | 5   | 6   | 8   | 2   | 21  |
| Moses Malone           | Philadelphia 76ers | 33  | 2   | 10  | 3   | 6   | 12  | 1   | 7   |
| Isiah Thomas           | Detroit Pistons    | 25  | 9   | 14  | 1   | 1   | 2   | 5   | 22  |
| Michael Jordan         | Chicago Bulls      | 22  | 2   | 9   | 3   | 4   | 6   | 2   | 7   |
| Micheal Ray Richardson | New Jersey Nets    | 13  | 2   | 8   | 1   | 2   | 2   | 1   | 5   |
| Robert Parish          | Boston Celtics     | 10  | 2   | 5   | 0   | 0   | 6   | 1   | 4   |
| Bernard King           | New York Knicks    | 22  | 6   | 10  | 1   | 2   | 7   | 1   | 13  |
| Sidney Moncrief        | Milwaukee Bucks    | 22  | 1   | 5   | 6   | 6   | 5   | 4   | 8   |
| Terry Cummings         | Milwaukee Bucks    | 16  | 7   | 17  | 3   | 4   | 7   | 0   | 17  |
| Dennis Johnson         | Boston Celtics     | 12  | 3   | 7   | 2   | 2   | 6   | 3   | 8   |
| Bill Laimbeer          | Detroit Pistons    | 11  | 2   | 4   | 1   | 2   | 3   | 1   | 5   |
| Totale                 |                    | 240 | 49  | 120 | 28  | 37  | 68  | 24  | 129 |
| All. K.C. Jones        | Boston Celtics     |     |     |     |     |     |     |     |     |

MIN: minuti. FGM: tiri dal campo riusciti. FGA: tiri dal campo tentati. FTM: tiri liberi riusciti. FTA: tiri liberi tentati. RIM: rimbalzi. AST: assist. PT: punti